# Prins Karls Forland

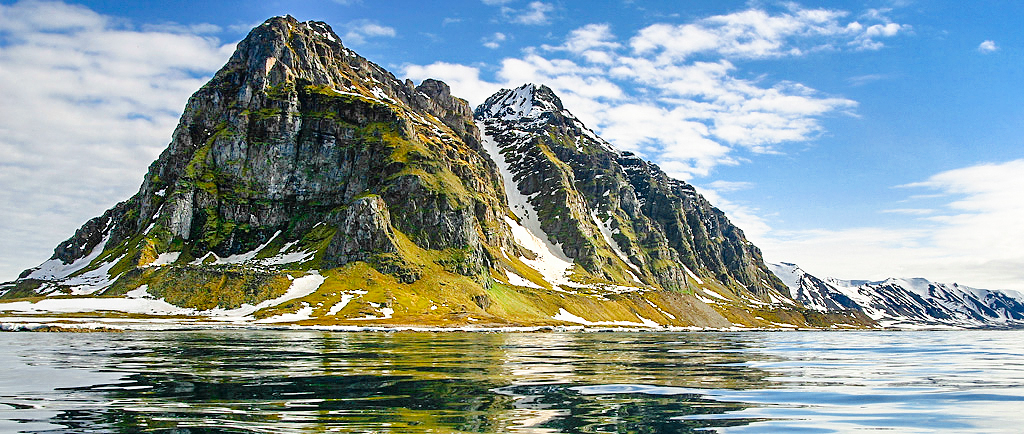
Noordzijde van Prins Karls Forland, Spitsbergen

Prins Karls Forland (ook wel Forlandet genoemd) is een van de eilanden van de eilandengroep Spitsbergen. Het ligt ten westen van het eiland Spitsbergen en wordt van dit eiland gescheiden door de zeestraat Forlandsundet. Het hele eiland is een deel van het Nationaal park Forlandet.